# University Park (Iowa)
University Park es una ciudad ubicada en el condado de Mahaska en el estado estadounidense de Iowa. En el Censo de 2010 tenía una población de 487 habitantes y una densidad poblacional de 244,51 personas por km².

## Geografía
University Park se encuentra ubicada en las coordenadas 41°17′8″N 92°36′54″O / 41.28556, -92.61500. Según la Oficina del Censo de los Estados Unidos, University Park tiene una superficie total de 1.99 km², de la cual 1.99 km² corresponden a tierra firme y (0%) 0 km² es agua.

## Demografía
Según el censo de 2010, había 487 personas residiendo en University Park. La densidad de población era de 244,51 hab./km². De los 487 habitantes, University Park estaba compuesto por el 96.1% blancos, el 0% eran afroamericanos, el 1.85% eran amerindios, el 1.44% eran asiáticos, el 0% eran isleños del Pacífico, el 0.41% eran de otras razas y el 0.21% pertenecían a dos o más razas. Del total de la población el 0.82% eran hispanos o latinos de cualquier raza.